# Jequeri
Jequeri es un municipio brasilero del estado de Minas Gerais.

## Historia
Su origen está en la formación del antiguo poblado de Santana del Jequeri, en el margen izquierdo del río Casca, alrededor de 1848. Los primeros moradores eran agricultores que llegaron a la región atraídos por la fertilidad de la tierra.
Según la tradición, el nombre del lugar fue inspirado en un antiguo morador, Miguel Jequeri. Santana del Jequeri se tornó en distrito en 1855 y tuvo su denominación reducida para Jequeri. Su emancipación ocurrió en 1923. Dice una leyenda que el municipio se transformó en arena, debido a la venganza de un padre, disgustado con un habitante del lugar que cortó el rabo de su burro - (Fuente: Secretaria de la Cultura en 1 de octubre de 1999)
Está situado en la zona arcorícola, estando a aproximadamente 220km de Belo Horizonte. La economía se basa en la agricultura, con la producción de arroz, maíz, frijol, caña de azúcar, café y frutas, además de la ganadería de corte.
Población estimada en 2005 12.738 habitantes. Área de la unidad territorial (km²) aproximados: 548 - Fuente IBGE.
La patrona de la ciudad es N. S. de Santana, siendo motivo de conmemoración por los católicos el 26 de julio, cuando acontece, la ya tradicional, fiesta de la ciudad. Posee cuatro Distritos además del centro: Piscamba (ex Pirraça), Aterrizaje Alegre del bosque (ex Aterrizaje Alegre), Grota (ex San Sebastião del Grota) y San Vicente del Grama.
Se tornó comarca en el año 2002, siendo compuesta por su propio municipio y por los municipios de Piedad de Puente Nueva y Urucânia.

## Geografía
El municipio tiene clima mesotérmico, caracterizado por bosques cálidos y húmedos. La ciudad está más desarrollada en el margen izquierdo del Río Casca, que corta el municipio en sentido Sur/Norte.